# Черных, Евгений Васильевич
Евге́ний Васи́льевич Черны́х (1931—2012) — советский передовик производства, сталевар Ижевского металлургического завода Министерства чёрной металлургии СССР, Герой Социалистического Труда (1977).

## Биография
Родился 20 августа 1931 года в селе Сюмси Вотской автономной области в составе Нижегородской области (ныне районный центр Удмуртской Республики).
Получив среднее образование и окончив школу фабрично-заводского обучения, в 1948 году начал свою производственную деятельность подручным сталевара на Ижевском металлургическом заводе. Обучался у известного сталевара, Героя Социалистического Труда А. Г. Лыкова. В 1956 году, отслужив срочную службу в Советской Армии, вернулся на завод. Из более чем 40 лет, проведённых на этом предприятии, Е. В. Черных большую часть времени проработал сталеваром электромартеновского цеха.
Возглавлял бригаду сталеваров, которая на протяжении многих лет лидировала в в социалистическом соревновании и среди первых на заводе была удостоена почётного звания «Бригада коммунистического труда».
В ходе IX пятилетки (1971—1975) бригада Е. В. Черных досрочно выполнила своё задание, произведя сверх плана 2250 тонн высококачественной стали и сэкономив более 40 000 рублей. Бригадой освоена выплавка 12 высоколегированных марок стали, сам бригадир явился автором ряда рационализаторских предложений. На рабочем месте бригады Черных устраивали школы мастерства сталеварения. Только в X пятилетке им было подготовлено 10 квалифицированных сталеваров.
За выдающиеся успехи, достигнутые в выполнении плана и социалистических обязательств, Евгению Васильевичу Черных Указом Президиума Верховного Совета СССР от 10 июня 1977 года присвоено звание Героя Социалистического Труда с вручением ордена Ленина и золотой медали «Серп и Молот».
В 1978 году назначен и. о. начальника смены, с 1980 года был мастером, с 1982 года — старшим инженером-технологом.
С 1961 года был членом КПСС. Избирался в разные годы членом областного и центрального комитетов профсоюзов металлургической отрасли, членом Ижевского горкома КПСС. Участвовал в работе многих региональных конференций, посвящённых развитию Ижевска и Удмуртии.
В 1981 году (с 50 лет) Е. В. Черных вышел на пенсию, но до 1992 года продолжал работать во Дворце культуры «Металлург». В 1988 году удостоен звания «Почётный гражданин Ижевска», а в 2005 году — «Почётный гражданин Удмуртской Республики».
Проживал в Ижевске, где и скончался 29 мая 2012 года на 81-м году жизни.

## Награды
- Герой Социалистического Труда (1977)
- Два ордена Ленина (1966, 1977)
- Орден Октябрьской революции (1971)
- Медали
- Отличник социалистического соревнования
- Ударник IX пятилетки
- Победитель социалистического соревнования 1973—1976 годов
- Почётный металлург
- Ветеран труда